# 津高郵便局
津高郵便局（つだかゆうびんきょく）は、岡山県岡山市北区の津高地域にある郵便局。民営化前の分類では集配特定郵便局であった（現在は集配機能を廃止）。

## 概要
「郵便中興の恩人」と呼ばれた坂野鉄次郎の業績を紹介する坂野記念館に隣接して建てられている。
2015年（平成27年）までは、岡山市北区の津高地域を所管する集配郵便局であった。郵便物集配体制の再編により同年3月に集配業務を岡山中央郵便局に移管して無集配局となった。

## 沿革
- 1884年（明治17年）7月1日 - 野谷郵便局として開設。
- 1993年（平成5年）4月5日 - 岡山市吉宗から同市栢谷に移転するとともに、津高郵便局に改称。
- 1994年（平成6年）3月21日 - 岡山馬屋上郵便局[1]の廃止に伴い、取扱業務を承継。
- 2007年（平成19年）10月1日 - 民営化に伴い、併設された郵便事業岡山支店津高集配センターに一部業務を移管。
- 2012年（平成24年）10月1日 - 日本郵便株式会社の発足に伴い、郵便事業岡山支店津高集配センターを津高郵便局に統合。
- 2015年（平成27年）3月2日 - 集配業務および保険の渉外業務を岡山中央郵便局に、貯金の渉外業務をゆうちょ銀行岡山店に、それぞれ移管し、無集配局となる。郵便番号を701-1199から701-1144に変更。
- 2017年（平成29年）10月16日 - 投資信託の取り扱いを開始予定[2]。

## 風景印
- 表記は『岡山津高』
  - 図案は特産『マスカットの葉の輪郭』・『坂野記念館（2代目）』
- 使用開始日は1993年（平成5年）4月5日

### 過去の風景印
- 1954年（昭和29年）7月17日 - 1993年（平成5年）4月4日
  - 表記は『岡山野谷』
  - 図案は特産『マスカットの葉の輪郭』・『坂野記念館（初代）』

## 取扱内容
- 郵便、印紙、ゆうパック、内容証明
- 貯金、為替、振替、振込、国際送金、国債
- 生命保険、バイク自賠責保険、自動車保険
- ゆうちょ銀行ATM

## 周辺
- 岡山市北区役所 津高地域センター
- 坂野記念館：当局に隣接

## アクセス
- 岡電バス、中鉄バス 坂野記念館前停留所下車
- 山陽自動車道 岡山ICから北へ約3km
- 岡山市道伊島町二丁目吉宗線（旧国道53号）沿い
- 駐車場あり：17台